# خلية ساخنة

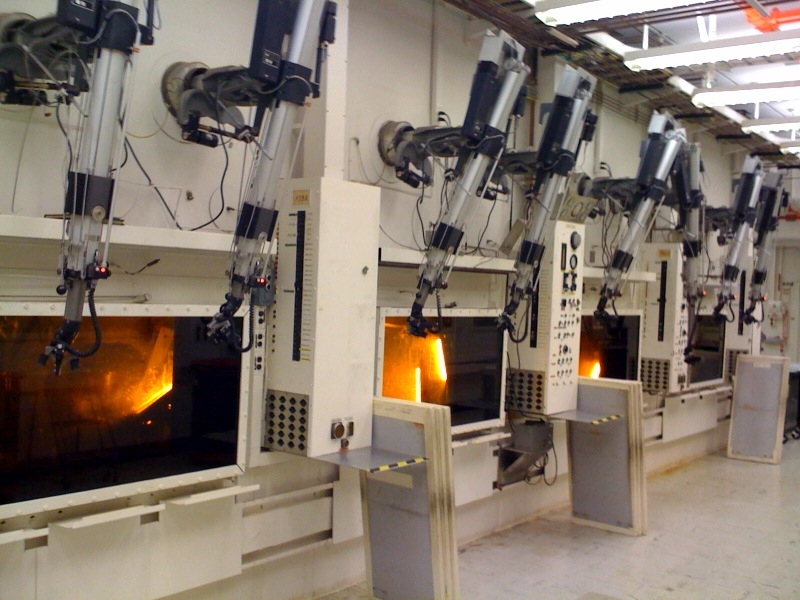
الخلايا الساخنة في مختبرأرجون الوطني

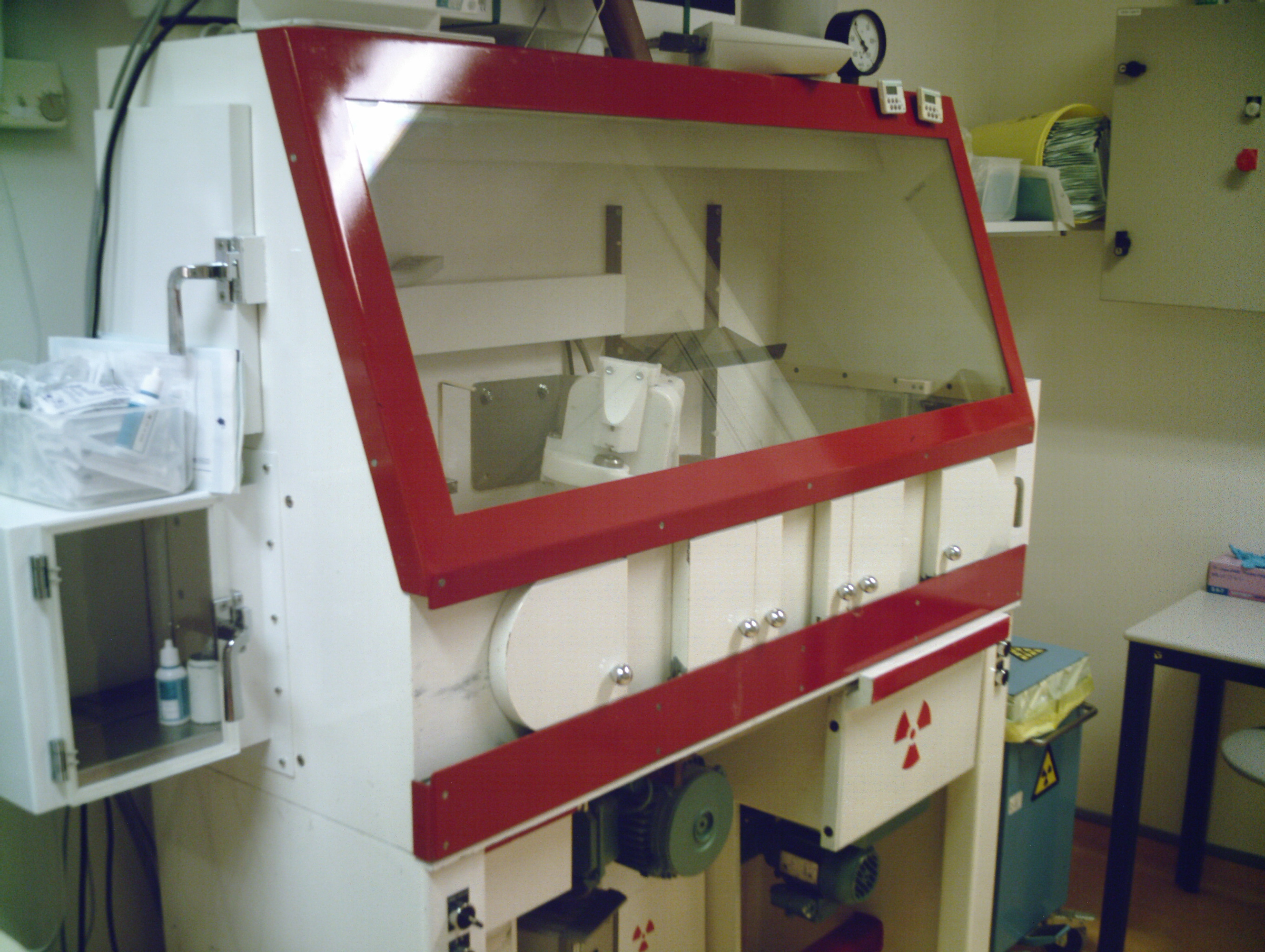
خلية ساخنة في مستشفى

خلية ساخنة أو خلية حارة (بالإنجليزية: Hot cell)‏ ويقصد بها غرف احتواء الإشعاع النووي المحمية باسم الخلايا الساخنة حيث تشير كلمة «ساخن أو ساخنة» إلى النشاط الإشعاعي.
تستخدم الخلايا الساخنة في صناعات الطاقة النووية والأدوية النووية حيث يطلب منهم حماية الأفراد من النظائر المشعة من خلال توفير صندوق احتواء آمن يمكنهم من خلاله التحكم في المعدات المطلوبة ومعالجتها.

## الصناعة النووية
تستخدم الخلايا الساخنة لفحص قضبان الوقود النووي المستنفد ومع العناصر الأخرى التي تصدر بواعث أشعة غاما عالية الطاقة على سبيل المثال تتم معالجة النظائر الطبية بعد تشعيعها في مفاعل نووي أو مسرّع جسيم في خلية ساخنة.
تعتبر الخلايا الساخنة مصدر قلق بشأن الانتشار النووي حيث يمكن استخدامها لتنفيذ الخطوات الكيميائية المستخدمة في استخراج البلوتونيوم من وقود المفاعل.

## صناعة الطب النووي
تستخدم الخلايا الساخنة بشكل شائع في صناعة الأدوية النووية مثل: إنتاج المستحضرات الصيدلانية الإشعاعية من أجل معالجة المستحضرات الصيدلانية الإشعاعية (المستشفيات) وتوزيعها.

## تحذيرات
يجب ألا يخضع المستخدم أبدا لمسارات مشرقة تنبعث من النظائر المشعة وبالتالي يوجد دروع ثقيلة حول صناديق الاحتواء والتي يمكن تصنيعها من الفولاذ المقاوم للصدأ.
يمكن الضمان عن طريق استخدام الرصاص أو مواد مثل الخرسانة (وبالتالي الجدران الكبيرة جدا مطلوبة).
تحدد كمية النشاط الإشعاعي الموجودة في الخلية الساخنة وطاقة فوتونات جاما المنبعثة من النظائر المشعة وعدد النيوترونات التي تشكلها المادة مدى سماكة الدرع.